# 短吨
短吨（英語：short ton）即美吨，为一重量单位，合 2,000英磅（907.18474），主要在美国使用。
美国通常将“吨”（ton）作为短吨的简称，而将 公吨（1,000或2,204.62262英磅）与 长吨（2,240英磅或1,016.0469088）分别称为  与 。不过，某些场合美国也会用“吨”来表示公吨或长吨（例如海军舰船中的吨即是指长吨）。